# Michael Amlacher
Michael Amlacher (* 28. März 1882 in Oberaich, Kärnten; † 12. Jänner 1964 in Feldbach) war ein österreichischer Politiker der Sozialdemokratischen Arbeiterpartei (SDAP).

## Ausbildung und Beruf
Nach dem Besuch einer dreiklassigen Volksschule erlernte Michael Amlacher den Beruf eines Schuhmachers. Anschließend arbeitete er als Forstarbeiter, Bergmann und wurde schließlich 1906 Eisenbahnbediensteter, als welcher er auch pensioniert wurde. 

## Politische Funktionen
- 1918 – 1924: Bezirkssekretär der Sozialdemokratischen Partei Wolfsberg
- 1921 – 1923 und 1927 - 1929: Abgeordneter zum Kärntner Landtag (12., 13., 14. und 15. Gesetzgebungsperiode)
- 3. Februar 1931 – 17. Februar 1934: Abgeordneter zum Nationalrat (IV. Gesetzgebungsperiode)